# سسنا ۱۴۰
سسنا ۱۴۰ (به انگلیسی: Cessna 140) یک هواگرد دو سرنشین ساختِ کارخانهٔ سسنا است که در سال ۱۹۴۶-۱۹۵۱ ساخته شد.